# Zvezda pritlikavka
Pritlikavke so zvezde, ki so po velikosti podobne Soncu.

## Rjava pritlikavka
Rjava pritlikavka je gosto astronomsko telo z maso med 13 in 75 masami Jupitra in je vmesna stopnja razvoja med planeti in zvezdami. Podobno velja tudi za procese, ki se odvijajo v njihovih notranjostih. Rjave pritlikavke so bolj masivna telesa kot veliki plinski orjaki (Jupiter, Saturn, Uran in Neptun) in manj masivna kot rdeče pritlikavke.
Spektralni razredi, ki so določeni za zvezde, v ožjem smislu niso uporabni za rjave pritlikavke, kjer pravzaprav niso zvezde. Pri temperaturah od 1800 do 2000°K pripada na podlagi opazovanj na področje zvezd razreda L in M, kjer so optične lastnosti odvisne od temperature in notranje sestave. Spektralne razrede uporabimo tudi za rjave pritlikavke, pri čemer ne podajo nobenega podatka o njihovi masi, temveč podajo samo kombinacijo med maso in njihovo starostjo. Masivna mlada rjava pritlikavka začne svojo pot razvoja na področju razreda M pri približno 2900 °K in preleti vse poznejše razrede M in L, lažje pritlikavke pa že od začetka začnejo svojo pot v poznejšem spektralnem razredu. Spodnja vrednost ni natančno določena, a po predvidevanjih leži med L2 in L4, pri tem se temperature gibljejo med 1800 do 2000 °K. Pri poznejših, hladnejši razvojni tipi zagotovo veljajo za rjave pritlikavke. Za hladnejše rjave pritlikavke, kot je Gliese 229B s temperaturo približno 950 °K, so vpeljali še nov razred T, ki s temperaturami pod približno 1450 °K ni več uporaben za zvezde. Za to temperaturno območje so za spekter teh zvezd značilne poudarjene metanove črte. Rjave pritlikavke razreda T pogosto imenujejo tudi metanove pritlikavke. Ta čas najhladnejša rjava pritlikavka, 2MASS J0415-0935, kaže pri temperaturah od 600 do 750°K kot pritlikavka T9 odstopanja od ostalih pritlikavk T, tako, da bodo pri kasnejšem odkrivanju odkrili in vpeljali še druge spektralne razrede. Pred 2MASS J0415-0935 je veljal Gliese 570D s približno 800°K kot najhladnejša znana pritlikavka.

## Rumena pritlikavka
Rumena pritlikavka (zvezda GV) je zvezda glavnega niza, ki je po masi in velikosti podobna Soncu. Sonce pripada skupini rumenih pritlikavk, ki so – v nasprotju izrazu bela pritlikavka ali rdeča orjakinja – ni noben fiksen (nespremenljiv) izraz. Ta izraz je vzet zaradi relativno majhne velikosti teh povprečnih zvezd v primerjavi z rdečimi orjakinjami, in so rumene barve. Ta je tipična za površinsko temperaturo približno 5500 °K in ustreza spektralnemu razredu G. Drugače je izraz rumena pritlikavka zavajujoč, saj imajo dejansko zvezde zgodnjih tipov belo barvo, kot je Sonce, do malo rumene pri kasnejših tipih.

## Bela pritlikavka
Bela pritlikavka je v primerjavi z drugimi zvezdami manjša in bolj vroča zvezda in predstavlja razvojno stopnjo zvezde, ki ima manj kot 1,4 Sončeve mase, potem, ko prenehajo jedrske reakcije in se zunanje, redkejše plinaste plasti zvezde odpihnejo. Razvije se iz rdeče orjakinje, ki je izvrgla zunanje plasti, tako da ostane vroče zvezdno jedro. Med maso 1,4 in 3 Sončevimi masami namesto njih nastanejo nevtronske zvezde, če je masa še večja pa črna luknja. Bele pritlikavke imajo premer od nekaj tisoč do približno 10.000 (12760 km ima Zemlja). Njihova površinska temperatura na začetku znaša med 10.000 in 100.000°, kar ima za posledico, da so te zvezde bele barve. Ker ne posedujejo več izvora energije, se počasi ohladijo po nekaj milijardah let v črne pritlikavke. Bele pritlikavke so v večini sestavljene iz ogljika, dušika in kisika, ki nastanejo z zlivanjem jeder. Njihova gostota znaša eno tono na kubični centimeter. Pod tem pritiskom se plin nahaja v obliki degenerirane snovi. Bela pritlikavka doseže stabilno ravnovesje, ki je posledica Paulijevega izključitvenega načela. Potem se lahko največ dva elektrona zvezdne plazme nahajata v istem stanju. Kot posledica kvantne mehanike tvorijo možne energijske vrednosti eno lestev (stopnjevanje), deren Sprossenabstand pri zmanjševanju zvezdine prostornine narašča. Potem, ko so vse energijske vrednosti spodnjih nivojev zasedene, morajo pri stiskanju elektroni ustrezati zgornjemu delu lestve. Ta pojav vodi k protitlaku, ki lahko vzdrži gravitacijski tlak. Če je masa zvezde večja od 1,44 Sončevih mas (Chandrasekharjeva meja), potem to ravnovesje ni mogoče, in zvezda se še naprej seseda v nevtronsko zvezdo ali črno luknjo.
Pozornosti vredno je dejstvo, da je tipičen premer bele pritlikavke odvisen od elektronske mase, kjer ima astronomska velikost neposredno funkcijo mikrokozmične naravne konstante. Stabilnost, oziroma ravnovesje nevtronske zvezde temelji na podobnem Paulijevem načelu; v tem primeru so v igri namesto elektronov nevtroni (nevtralni delci, ki so skupek elektronov in protonov). Če so del tesnega dvozvezdnega sistema, se lahko bele pritlikavke razvijejo v nove ali pa končajo kot supernove.